# Museo nazionale delle belle arti (Cile)
Il Museo nazionale delle belle arti (sigla MNBA) a Santiago è uno dei principali istituti di conservazione e divulgazione delle arti visive in Cile e in America Latina. Inizialmente fondato come pinacoteca (Museo nazionale di pittura), dal 1910 ha sede presso il palazzo delle Belle arti, edificio monumentale situato nella zona del parco forestale, al centro della capitale. Il palazzo fu progettato dall'architetto franco-cileno Emile Jéquier, e costruito per commemorare il centenario del Paese. Fu nominato monumento storico nell'aprile del 1976.
Il museo dispone di un patrimonio artistico composto da più di 3.000 pezzi, acquisiti attraverso acquisti, donazioni e premi da saloni ufficiali. Possiede la selezione di scultura cilena più grande e la seconda più grande collezione nazionale di pittura dopo la Casa del Arte a Concepción. Le opere superstiti del museo comprendono la produzione artistica del paese fin dai tempi coloniali, conserva anche centri universali dell'arte, mettendo in evidenza le collezioni di dipinti italiani, spagnoli e fiamminghi, raccolta di stampe, disegni e raccolte di fotografie, e una serie di sculture africane.
Dispone di una biblioteca specializzata con circa 100.000 volumi, inoltre organizza esposizioni temporanee e mostre itineranti, mantiene un programma educativo, con laboratori, corsi e visite guidate, e produce materiale informativo.
Tra le opere sono conservate quelle di vari artisti, tra cui Rebeca Matte Bello.